# Aeroporto de Barra (Escócia)
Barra Airport (IATA:BRR) (também conhecido como Barra Eoligarry Airport) é um pequeno aeroporto de pista curta situado na baía de Traigh Mhòr, na ponta norte da ilha de Barra, nas Novas Hébridas, Escócia. O aeroporto é o único do mundo que tem a sua pista de pouso e decolagem na areia, pois fica numa praia. Ele é operado pela Highlands and Islands Airports Limited, proprietária da maioria dos aeroportos regionais da Escócia continental e das ilhas ao redor.
A praia tem pistas definidas, marcadas por postes de madeira em suas extremidades. Isto permite aos aviões Twin Otter, que servem a ilha, a pousar sempre contra o vento. Na maré alta, as pistas ficam submersas e o tempo de voo depende destas marés. Ocasionalmente, como ele não tem licença para operações noturnas, pousos de emergência são realizados no aeroporto com o uso de faróis de veículos para iluminar as pistas e faixas refletoras de luz são dispostas pela praia.
Barra tem uma licença da Civil Aviation Authority do Reino Unido para operar voos de transporte de passageiros e de treinamento de pilotos.